# Podogymnura aureospinula
Podogymnura aureospinula là một loài động vật có vú trong họ Erinaceidae, bộ Erinaceomorpha. Loài này được Heaney & Morgan mô tả năm 1982.

## Hình ảnh

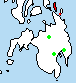